# Paula von Hanstein
Paula von Hanstein (* 17. Juli 1883 in Breslau als Paula Schmidt; † 27. Februar 1966 in Bonn) war eine deutsche Schriftstellerin, die auch das Pseudonym Henny Tura verwendete.

## Leben
Paula Schmidt wurde in sehr jungen Jahren Schauspielerin und lernte bei einem Engagement den damaligen Schauspielerkollegen und späteren Schriftsteller Otfrid von Hanstein kennen, den sie 1903 heiratete. Sie begann etwa zehn Jahre nach den ersten Erfolgen ihres Mannes mit der Schriftstellerei und spezialisierte sich von Anfang an auf Romane um Frauenschicksale, die nach 1945 oft als Leihbücher veröffentlicht wurden.

## Werke

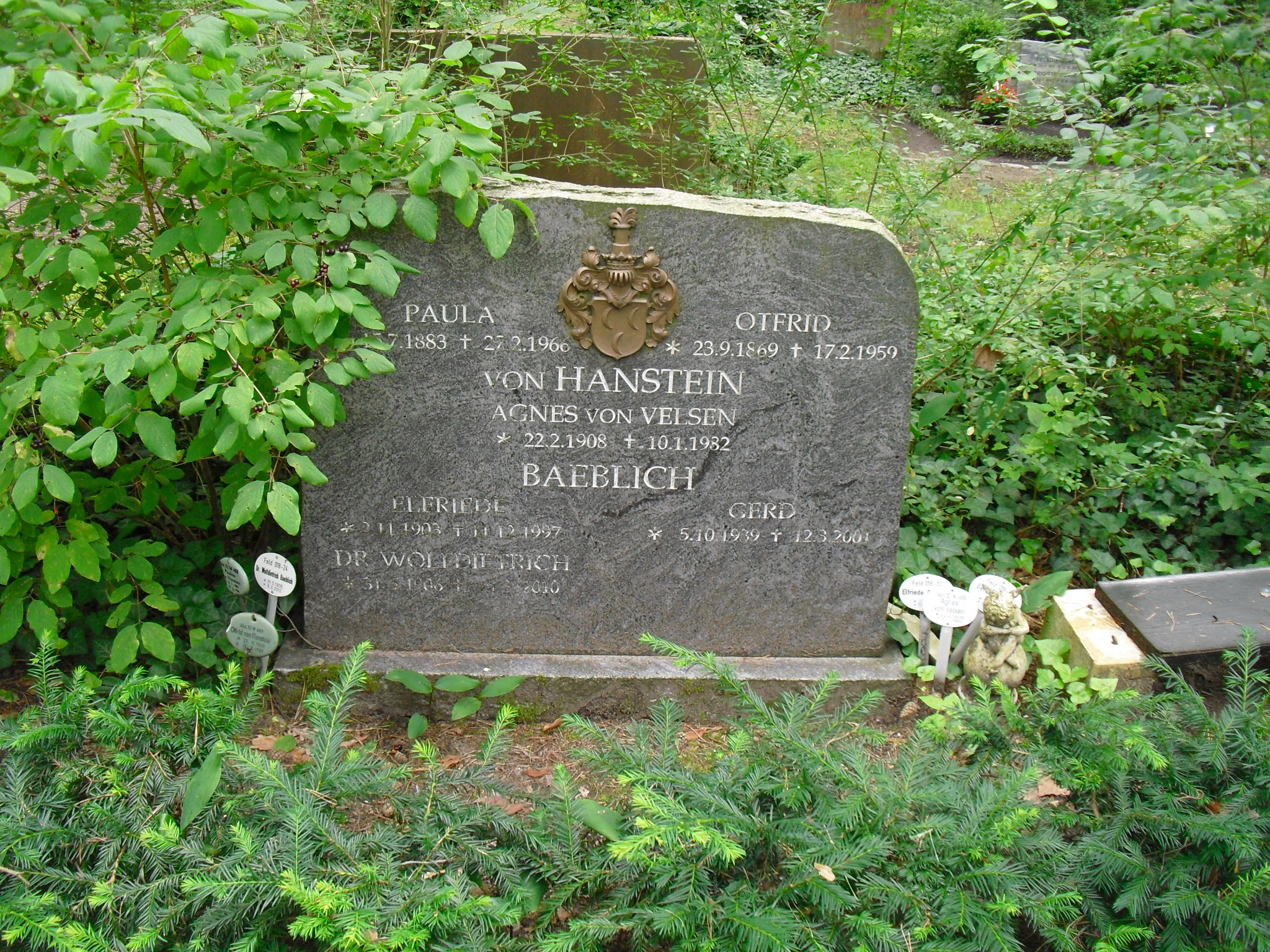
Grabstein für Paula und Otfrid von Hanstein auf dem Waldfriedhof Zehlendorf

- 1932: Marias große Liebe
- 1934: Herzeleide
- 1936: Mutter Horn und ihre Kinder
- 1941: Schatten aus der Dämmerung
- 1951: Du warst für mich bestimmt
- 1952: Zur Liebe gereift
- 1955: Halt still, mein Herz
- 1963: Rechtsanwalt Jochen Fleming